# Kryopigí (ort i Grekland, Thessalien)
Kryopigí är en ort i Grekland.   Den ligger i prefekturen Nomós Kardhítsas och regionen Thessalien, i den centrala delen av landet, 230 km nordväst om huvudstaden Aten. Kryopigí ligger 539 meter över havet och antalet invånare är 278.
Terrängen runt Kryopigí är varierad. Runt Kryopigí är det ganska glesbefolkat, med 23 invånare per kvadratkilometer. Närmaste större samhälle är Mavrommáti, 6,6 km norr om Kryopigí. I omgivningarna runt Kryopigí växer i huvudsak blandskog.